# Hirmoneura nigerrima
Hirmoneura nigerrima är en tvåvingeart som beskrevs av Bernandi 1977. Hirmoneura nigerrima ingår i släktet Hirmoneura och familjen Nemestrinidae.
Artens utbredningsområde är Peru. Inga underarter finns listade i Catalogue of Life.